# 移川
移川（うつしがわ）は、福島県田村市から二本松市にかけて流れる一級河川であり、一級水系阿武隈川の一次支流である。

## 概要
田村市と双葉郡葛尾村の境をなす阿武隈高地の日山から竜子山のあたりにかけてを水源とする複数の河川が田村市移地区にて合流し端を発する。西流し田村郡三春町で実沢川と合流すると北へ向きを変え、二本松市内を北上し、当河川よりも延長の長い最大の支流である口太川と合流し阿武隈川へ注ぐ。

## 流域の自治体
福島県
- 田村市
- 田村郡三春町
- 二本松市

## 主な支流
- 口太川
  - 安達太田川
    - 崩川
    - 針道川
      - 立石川

    - 入山川
    - 大沢川

  - 滝山川
- 小浜川
- 実沢川
- 紫川
  - 熊の沢
    - 上南沢

  - 新田沢
- 越田和沢
- 上道川
  - 下道川
- 横道川

## 主な橋梁
- （福島県道62号原町二本松線）
- 滝の橋（国道459号）
- 第一太郎田橋（国道459号西新殿工区）
- 第二太郎田橋（国道459号西新殿工区）
- （国道349号）
- 軽井沢橋（福島県道50号浪江三春線）
- 昭和橋（福島県道303号石沢荻田線）
- 石沢橋（福島県道50号浪江三春線）
- （福島県道364号上移常葉線）

## 周辺
- 福島県立安達東高等学校
- 田村市立瀬川小学校

## 外部サイト
- 阿武隈川水系福島圏域河川整備基本方針 - 福島県河川計画課